# Don Cartagena

Don Cartagena este al treilea album al rapperului Fat Joe și primul înregistrat la casa de discuri Atlantic Records. Apar alături de el câțiva artiști importanți din acea vreme: Nas, Big Pun, Jadakiss, Raekwon, The Terror Squad, P.Diddy, Bone Thugs-N-Harmony.

## Ordinea pieselor
| #  | Titlu                     | Producător(i)                               | Cântăreț(i)                                 |
| -- | ------------------------- | ------------------------------------------- | ------------------------------------------- |
| 1  | „Courtroom” (Intro)       | Mack 10                                     | *Interlude*                                 |
| 2  | „The Crack Attack”        | DJ Premier                                  | Fat Joe                                     |
| 3  | „Triplets”                | Dame Grease                                 | Big Punisher Fat Joe Prospect               |
| 4  | „Find Out”                | Marley Marl                                 | Armageddon Fat Joe                          |
| 5  | „Don Cartagena"”          | Richard "Younglord" Frierson for The Hitmen | Fat Joe Puff Daddy                          |
| 6  | „My World”                | Baby Paul                                   | Big Punisher Fat Joe                        |
| 7  | „John Blaze”              | Ski                                         | Big Punisher Fat Joe Jadakiss Nas Raekwon   |
| 8  | „Walk On By”              | Buckwild                                    | Charli Baltimore Fat Joe                    |
| 9  | „Dat Gangsta Shit”        | DJ Premier                                  | Fat Joe                                     |
| 10 | „Bet Ya Man Can't (Triz)” | JAO                                         | Big Punisher Cuban Link Fat Joe Triple Seis |
| 11 | „Misery Needs Company”    | Ghetto Professionals The Beatnuts           | Fat Joe Noreaga                             |
| 12 | „The Hidden Hand”         | Spunk Biggs                                 | Fat Joe Terror Squad                        |
| 13 | „My Prerogative”          | Armageddon                                  | Armageddon (solo)                           |
| 14 | „Good Times”              | Rashad Smith                                | Fat Joe Krayzie Bone Layzie Bone            |
| 15 | „Terror Squadians”        | Kurt Gowdy                                  | Fat Joe Terror Squad                        |

## Single-uri extrase din album
| Copertă | Informații despre single                                                          |
| ------- | --------------------------------------------------------------------------------- |
|         | „Don Cartagena” - Lansat: 11 Septembrie, 1998 - Fața B:                           |
|         | „Bet Ya Man Can't (Triz)” - Lansat: December 8, 1998 - Fața B: „Dat Gangsta Shit” |

## Poziționarea albumului în topuri
| Anul | Album         | Poziția           | Poziția                | Poziția |
| Anul | Album         | The Billboard 200 | Top R&B/Hip Hop Albums |         |
| 1998 | Don Cartagena | #7                | #2                     |         |

## Poziție single in topuri
| Anul | Cântec                    | Poziția           | Poziția                          | Poziția         |                 |
| Anul | Cântec                    | Billboard Hot 100 | Hot R&B/Hip-Hop Singles & Tracks | Hot Rap Singles | Rhythmic Top 40 |
| 1998 | „Don Cartagena”           | -                 | #40                              | #21             | -               |
| 1999 | „Bet Ya Man Can't (Triz)” | -                 | #54                              | #37             | #38             |